# 15 d'abril
El 15 d'abril és el cent cinquè dia de l'any del calendari gregorià i el cent sisè en els anys de traspàs. Queden 260 dies per a finalitzar l'any.

## Esdeveniments
Països Catalans
- 1911 - Barcelona: Estrena de La reina jove, d'Àngel Guimerà, al Teatre Principal, amb Margarida Xirgu.[1]
- 1923 - Girona: S'inaugura el Teatre Albèniz, després transformat en cinema, que ja no existeix.[2]
- 1938 - nord del País Valencià: els franquistes ocupen aquest territori.
- 1977 - Perpinyà: Inici dels actes de cloenda del Congrés de Cultura Catalana.
- 2015 - Barcelona: El Parlament de Catalunya aprova la creació del Moianès, que passa a ser la 42a comarca del Principat.[3]

Resta del món
- 1770 - Anglaterra: Joseph Priestley publica la primera descripció d'una goma d'esborrar; poc després es comercialitzarà.
- 1892 - Es constitueix la companyia General Electric.[4]
- 1912 - Atlàntic nord: el Titànic s'enfonsa a les 2:20 de la matinada, hores després de xocar amb un iceberg.[5]
- 1920:
  - Massachusetts, EUA: es produeix el robatori d'una fàbrica de sabates i l'assassinat del seu contable i el guarda de seguretat, a de la qual cosa són injustament acusats els anarquistes Sacco i Vanzetti, fet pel qual seran electrocutats el 1927.
  - Madrid (Espanya): fundació del Partit Comunista Espanyol.[6]
- 1941 - Belfast: 180 bombarders de la Luftwaffe provoquen més de mil morts i 56.000 habitatges destruïts.
- 1942 - Leningrad, Unió Soviètica: dins del marc de la Segona Guerra Mundial, les tropes de la Unió Soviètica aconsegueixen obrir la línia de ferrocarril de Leningrad, trencant el setge de les tropes alemanyes[7]
- 1945 - Belsen (Alemanya): alliberament del camp de concentració de Bergen-Belsen.
- 1955 - Des Plaines, Illinois (EUA): s'hi obre el primer restaurant McDonald's.[8]
- 1989 - República Popular de la Xina: s'inicia la revolta de la Plaça Tiananmen després de la mort de Hu Yaobang.[9]
- 1994 - Uruguai: signatura del darrer acord del GATT, signat per 110 membres.[6]
- 2019 - França: La Catedral de Notre-Dame pateix un incendi.

## Naixements
Països Catalans
- 1787 - Torelló, Osona: Onofre Jaume Novellas i Alavau, matemàtic i astrònom català (m. 1849).
- 1899 - Llançà: Justa Balló i Salvà, bibliotecària que treballà a la Xarxa de Biblioteques Populars (m. 1993).[10]
- 1908 - l'Arboç, Baix Penedès: Aureli Maria Escarré i Jané, monjo benedictí i abat de Montserrat (m. 1968).[11]
- 1915 - Barcelona: Carme Sugrañes Blay, atleta catalana dels anys 30 (m. 1998).[12]
- 1921 - Barcelona: Joan Oncina i Espí, tenor català (m. 2009).
- 1950 - Pollença: Joana Serra de Gayet, escriptora i professora mallorquina.[13]
- 1963 - Constantí, Tarragonès: Lluís Gavaldà i Roig, cantant i principal compositor del grup "Els Pets".
- 1967 - Badalona: Violant Mascaró i López, filòloga i política catalana, ha estat diputada al Parlament de Catalunya.
- 1972 - Castelló de la Plana: Carmina Martinavarro Molla, psicòloga i política, ha estat diputada a les Corts Valencianes i regidora.[14]
- 1980 - Vic, Osona: Raül López, jugador de bàsquet català.

Resta del món
- 1452 - Vinci, Gran Ducat de Toscana: Leonardo da Vinci, artista, arquitecte, enginyer i inventor.[15]
- 1469 - Rai Bhoeki Talwandi, avui Nankana Sahib (el Panjab: Nanak Dev Ji, guru fundador del sikhisme.[16]
- 1489 - Kayseri, Imperi Otomà: Mimar Sinan, arquitecte i enginyer civil otomà autor d'importants obres com la mesquita de Solimà d'Istanbul (m. 1588).[17]
- 1707 - Basilea, Suïssa: Leonhard Euler, matemàtic suís (m. 1783).[18]
- 1710 - Brussel·les: Marie-Anne de Camargo, ballarina francesa que renovà la tècnica i la indumentària de la dansa.[19]
- 1719 - Saint-Cyr-l'École: Madame de Maintenon, educadora, salonnière i, secretament, la darrera esposa del rei Lluís XIV de França (n. 1635).[20]
- 1843 - Nova York, EUA: Henry James, escriptor nord-americà (m. 1916).[21]
- 1858 - Épinal, França: Emile Durkheim, sociòleg francès (m. 1917).[22]
- 1861 - Fredericton, Nova Brunswick: Bliss Carman, poeta canadenc en llengua anglesa pertanyent al postromanticisme (m. 1929).[23]
- 1865 - Cracòvia: Olga Boznańska, pintora polonesa (m. 1940).[24]
- 1869 - Santander (Cantàbria, Espanya): Concha Espina, novel·lista espanyola (m. 1955).[25]
- 1873 - Kaneville, Estats Units: Grace Ravlin, pintora nord-americana (m. 1956).[26]
- 1874 - Schickenhof, Baviera, Prússia: Johannes Stark, físic alemany i Premi Nobel de Física (m. 1957).[27]
- 1877 - Thurso, Escòcia: William David Ross KBE, filòsof (m. 1971).[28]
- 1894 - Chattanooga, Tennessee: Bessie Smith, cantant de blues (m. 1937).[29]
- 1896 - Saràtov - Imperi Rus: Nikolai Semiónov, físic i químic rus, Premi Nobel de Química de l'any 1956 (m. 1986).[30]
- 1903 - Chalfonts, Buckinghamshire, Anglaterra: John Williams, actor de cinema, teatre i televisió britànic.
- 1907 - 
  - La Haia, Països Baixos: Nikolaas Tinbergen, etòleg neerlandès, Premi Nobel de Medicina o Fisiologia de l'any 1973 (m. 1988)[31]
  - L'Arbresle: Agnès Capri, actriu i cantant francesa, gran figura de les avantguardes poètiques i del cabaret parisenc (m. 1976).[32]
- 1912 - Corea del Nord: Kim Il-sung, president de Corea del Nord (m. 1994).[33]
- 1916 - Filadèlfia, Pennsilvània: Helene Hanff, escriptora estatunidenca (m. 1997).[34]
- 1920 - Stuttgart (Alemanya): Richard von Weizsäcker, polític alemany, alcalde de Berlín (1981-1984), President d'Alemanya (1984-1994), Premi Internacional Catalunya 1995 (m. 2015).[35]
- 1924 - Lincoln, Regne Unit: Neville Marriner, violinista i director d'orquestra anglès (m. 2016).[36]
- 1926 - Harlem, Nova York: Norma Merrick Sklarek, arquitecta afroamericana (m. 2012).[37]
- 1929 - Southampton, Nova York: Jacqueline Kennedy, primera dama dels EEUU pel seu matrimoni amb J. F. Kennedy (m. 1994).[38]
- 1930 - Reykjavík: Vigdís Finnbogadóttir, professora de literatura, directora teatral i política islandesa, ha estat Presidenta d'Islàndia; primera dona elegida democràticament per ser cap d'estat a tot el món.[39]
- 1931 - Estocolm, Suècia: Tomas Tranströmer, escriptor, poeta i traductor suec, Premi Nobel de Literatura 2011 (m. 2015).[40]
- 1933 - Beverly Hills, Califòrniaː Elizabeth Montgomery, actriu estatunidenca que protagonitzà la sèrie Embruixada (m. 1995).[41]
- 1938- Tunis (Tunísia): Claudia Cardinale, actriu italiana.
- 1940 - Bronx, Nova York: Marian Zazeela, «artista de la llum», dissenyadora, pintora i música.[42]
- 1943 - 
  - Nova York (EUA): Robert Lefkowitz, científic estatunidenc, Premi Nobel de Química de l'any 2012.[43]
  - Åsum, Dinamarca: Mariann Fischer Boel, política danesa que fou Comissària Europea d'Agricultura i Desenvolupament Rural.
- 1944 - Ialkhori (Unió Sovietica): Djokhar Dudàiev, fou el primer president de la República Txetxena d'Itxkèria (m. 1996).[6]
- 1947 - Houston, Texas, EUA: Lois Chiles, actriu estatunidenca.
- 1951 - Baltimore: Marsha Ivins, ex-astronauta estatunidenca veterana de cinc missions amb el transbordador espacial.
- 1959 - Paddington, Londres, Regne Unit: Emma Thompson, actriu britànica.[44]
- 1960 -
  - Segòvia, Espanya: Pedro Delgado, conegut com a Perico Delgado, ciclista, guanyador del Tour de França i la Vuelta a España.
  - Copenhaguen: Susanne Bier, arquitecta, directora de cinema i guionista danesa.
- 1961 - San Diego, Califòrnia (EUA): Carol W. Greider, biòloga molecular nord-americana, Premi Nobel de Medicina o Fisiologia 2009.[45]
- 1962 - 
  - Casablanca, Marroc: Nawal El Moutawakel, atleta marroquina, primera dona d'un país islàmic a guanyar una medalla olímpica.[46]
  - Al-Nabi Shayth (Líban): Fuad Shukr, comandant militar de Hezbol·là (m. 2024).[47]
- 1966 - 
  - Mile End, Londres, Regne Unit: Samantha Fox, model i cantant britànica.
  - Londres: Cressida Cowell, autora anglesa de literatura infantil.[48]
- 1967 - Beverly Hills, Estats Units: Dara Torres, nedadora nord-americana, guanyadora de 12 medalles olímpiques.[49]
- 1990 - París, França: Emma Watson, actriu, model i activista anglesa.
- 1991 - Mannheim: Marco Terrazzino, futbolista alemany.
- 1996 - Adana: İpek Soylu, jugadora de tennis turca.
- 1997 - Bristol: Maisie Williams, actriu anglesa, coneguda pel seu paper a Game of Thrones.

## Necrològiques
Països Catalans
- 1949 - Barcelona: Enric Barnosell i Saló, instrumentista de tible i compositor de sardanes català (n. 1891).[50]
- 1958 - Barcelona: Francesca Torrent, escriptora i poeta catalana (n.1881).[51]
- 1969 - Madridː Matilde Ras, pionera de la grafologia científica, traductora, articulista, assagista i escriptora (n. 1881).[52]
- 1981 - Barcelona: Milagros Consarnau i Sabaté, mestra catalana (n. 1902).[53]
- 1994 - Ceret, Vallespir: Enric Guiter, lingüista nord-català.
- 2008 - Barcelona: Conxita Bardem i Faust, actriu de teatre i de cinema catalana (n. 1918).[54]
- 2010 - Barcelona: Bet Figueras, una arquitecta especialitzada en paisatgisme (n. 1957).[55]
- 2015 - Banyuls de la Marenda: Teresa Rebull, cantautora i activista política catalana (n. 1919).[56]

Resta del món
- 1446 - Florència, República de Florència: Filippo Brunelleschi, arquitecte florentí (n. 1377).[15]
- 1719 -
- 1764 - Versalles: Madame de Pompadour, la més cèlebre amant de Lluís XV, i una de les dones més importants del segle xviii (n. 1721).[57]
- 1765 - Sant Petersburg, Imperi Rus: Mikhaïl Lomonóssov, científic, escriptor i erudit rus que va fer importants contribucions a la literatura, l'educació i la ciència (n. 1711).[58]
- 1865 - Washington D.C., EUA: Abraham Lincoln, president dels Estats Units, 1861-1865) (n. 1809).[59]
- 1870 - Troy, EUA: Emma Willard, educadora i escriptora nord-americana, impulsora de l'educació de les dones (n. 1787).[60]
- 1881 - Sant Petersburg- (Rússia): Sófia Peróvskaia, revolucionària russa, membre de l'organització terrorista revolucionària "Naródnaia Vólia".(n. 1853).[59]
- 1885 - Anvers, Bèlgica: Mathieu Brialmont, militar francès, neerlandès i belga i ministre belga (n. 1789).[61]
- 1889 - Tremelo, Bèlgica, Damià de Molokai, conegut com a Pare Damià i nascut com a Jozef de Veuster va ser un religiós belga, missioner de la Congregació dels Sagrats Cors que va dedicar la seva vida a la cura i assistència als leprosos de l'illa de Molokai, a Hawaii. Va ser canonitzat l'11 d'octubre de 2009.(n. 1840).[59]
- 1892 - Weston-super-mareː Amelia Edwards, novel·lista, periodista, viatgera i primera egiptòloga anglesa (n. 1831).[62]
- 1911 - Berlínː Wilma Neruda, violinista moraviana (n. 1838).[63]
- 1918 - Gries-Quirein, Tirol del Sud: Hermann Ludwig Eichborn, musicògraf i compositor.
- 1928 - Bloomsbury: Jane Ellen Harrison, acadèmica britànica pionera dels moderns estudis de la mitologia grega (n. 1850).[64]
- 1935 - Skagen, Dinamarca: Anna Ancher, pintora impressionista danesa (n. 1859).[65]
- 1956 - Hollywood: Kathleen Howard, cantant d'òpera i actriu canadenca (n. 1884).[66]
- 1964 - Ottawa (Canadà)ː Alice Wilson, primera geòloga canadenca i paleontòloga (n. 1881).[67]
- 1968 - Tolosa de Llenguadoc (França): Amparo Poch y Gascón, metgessa, periodista i anarcofeminista aragonesa (n. 1902).[68]
- 1969 - Lausana, Suïssa: Victòria Eugènia de Battenberg, reina consort d'Espanya.[69]
- 1974 - Trieste: Cesare Barison, violinista, director d'orquestra, musicòleg i compositor italià.
- 1980 - París, França: Jean-Paul Sartre escriptor i filòsof francès, Premi Nobel de Literatura (refusat).(n. 1905).[70]
- 1981 - París: Valentine Prax, pintora expressionista francesa (n. 1897).[71]
- 1986 - París: Jean Genet, escriptor francès (n. 1910).[70]
- 1989 - Pequín (Xina): Hu Yaobang, va ser un oficial d'alt rang de la República Popular de la Xina (n. 1915).[6]
- 1990 - Nova York, EUA: Greta Garbo, actriu sueca.[72]
- 1998 - Cambodja: Pol Pot, dictador cambodjà.(n. 1928).[73]
- 1989:
  - Canes, Alps Marítims, França: Charles Vanel, actor i director de cinema francès.
  - Metz (França): Bernard-Marie Koltès, dramaturg francès.(n. 1948)[70]
- 2000 - Hyannis, Massachusetts (EUA): Edward Gorey, escriptor i artista estatunidenc reconegut pels seus llibres il·lustrats d'un to macabre però amb cert sentit de l'humor (n. 1925).[74]
- 2001 - Nova York, EUA: Joey Ramone, membre fundador del grup The Ramones i pioner del punk rock (n. 1951).[75]
- 2017 - 
  - Pallanza: Emma Morano, supercentenària italiana que visqué 117 anys i 137 dies (n. 1899).[76]
  - Roma, Itàlia: Velasio de Paolis, cardenal italià de l'Església Catòlica.
- 2021 - Berlín: Walter Kaufmann, escriptor alemany-australià (n. 1924)

## Festes i commemoracions
- Dia Mundial de l'Art
- Santoral:
  - Crescent de Mira, màrtir;
  - Basilissa i Anastàsia de Roma, màrtirs (una tradició apòcrifa les feia naturals de Xàtiva);
  - santa Potenciana de Villanueva, teixidora de Villanueva de la Reina (Jaén), verge;
  - Damià de Veuster, prevere;
  - beat César de Bus, fundador de la Congregació dels Pares de la Doctrina Cristiana i prevere, mort el 1607.
- Vaisakhi (o Baisakhi): els gairebé vint milions de sikhs del món celebren l'any nou el dia en què s'esdevé l'aniversari del naixement, el 1469, de Nanak Dev Ji, el fundador i primer dels deu gurus sikhs.